# Ramón Serrera Contreras
Ramón María Serrera Contreras (Sevilla, 1948) es un historiador español especializado en Historia de América.

## Biografía
Nacido en Sevilla en 1948, estudió Filosofía y Letras en la Universidad de Sevilla, licenciándose en 1972. Presidente de la Asociación Española de Americanistas (AEA) de 1989-1992, en 1990 se convirtió en académico correspondiente (en Sevilla) de la Real Academia de la Historia. En 2006 tomó posesión del puesto de académico de número de la Real Academia Sevillana de Buenas Letras con la lectura de Verdi, Sevilla y América. Es catedrático de Historia de América en la Universidad de Sevilla, y ha sido autor de diversas obras de temática americanista.
Es autor de diversas publicaciones americanistas, entre ellas libros y monografías como Guadalajara Ganadera. Estudio Regional Novohispano (1760-1805); Sevilla, 1977; Tráfico terrestre y red vial en las Indias Españolas, Barcelona, 1992; Mujeres en clausura: macroconventos peruanos en el Barroco, Sevilla, 2009; La América de los Habsburgo (1517-1700), Sevilla, 2011, o Las Cortes de Cádiz y la imagen de América. La visión etnográfica y geográfica del Nuevo Mundo (coautor, 1994).
Hijo adoptivo de la ciudad mexicana de Guadalajara, la Universidad del Sevilla le concedió el Premio Fama a la trayectoria investigadora en el Área de Arte y Humanidades en la convocatoria del año 2012. En 2015 la Junta de Andalucía le otorgó el Premio Andalucía de Investigación “Ibn Aljatib” en el área de humanidades y ciencias jurídico-sociales.